# Автошлях Т 1214
Автошля́х Т 1214 — автомобільний шлях територіального значення в Кіровоградській області. Проходить територією Новоархангельського та Добровеличківського районів через Новоархангельськ — Добровеличківку — Помічну — Миколаївку. Загальна довжина — 81,7 км.

## Маршрут
Автошлях проходить через такі населені пункти:
| Автошлях Т 1214          |         |
| Кіровоградська область   |         |
| Новоархангельський район |         |
| Новоархангельськ         | E50М12  |
| Сабове                   |         |
| Мар'янівка               |         |
| Добровеличківський район |         |
| Тишківка                 |         |
| Липняжка                 |         |
| Добровеличківка          | Т 1208  |
| Піщаний Брід             | Т 1504  |
| Помічна                  |         |
| Миколаївка               | E584М13 |